# Catalina de la Cerda
Catalina de la Cerda, född 1550, död 1603, var en spansk hovfunktionär.  Hon var Camarera mayor de Palacio (överhovmästarinna) till Spaniens drottning Margareta av Österrike. Hon var gift med hertigen av Lerma och utsågs till hovdam 1599 för att agera som sin makes och kungens agent vid drottningens hushåll. 